# 慕尼黑附近加兴
慕尼黑附近加兴（官方拼写为，發音：[ˈɡaʁçɪŋ baɪ ˈmʏnçn̩] ⓘ），简称加兴（德語：Garching），是德国巴伐利亚州上巴伐利亚行政区慕尼黑县的城市，位于伊萨尔河畔，南面与慕尼黑接壤，面积28.17平方千米，2023年12月31日人口为17,577人。慕尼黑工业大学加兴校区和众多研究机构位于该市。